# Désertines (Mayenne)
Désertines è un comune francese di 533 abitanti situato nel dipartimento della Mayenne nella regione dei Paesi della Loira.

## Società

### Evoluzione demografica
Abitanti censiti